# Aleksanterinkatu (Oulu)
Pour les articles homonymes, voir Aleksanterinkatu.
Aleksanterinkatu est une des rues principales du centre-ville d'Oulu en Finlande.

## Présentation
Aleksanterinkatu, orientée presque nord-sud, traverse les quartiers de Pokkinen, Vanhatulli et Hollihaka.
Le rue s'étend des ponts de Merikoski à Pokkitörmä, du Lycée d'Oulu jusqu'au centre sportif d'Heinäpää.
La rue mesure environ 1,8 km de long et est en partie à quatre voies.

## Galerie

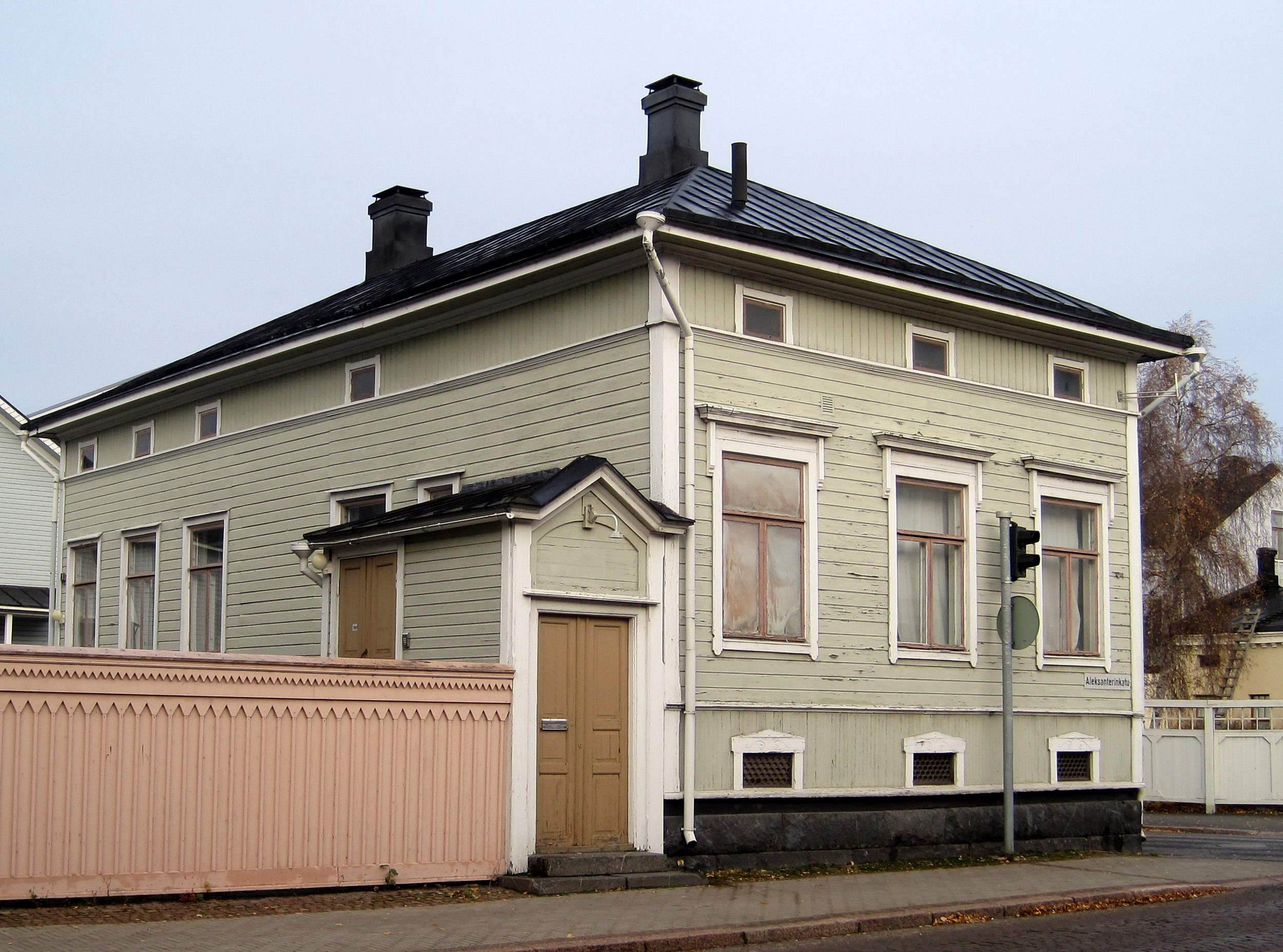
Aleksanterinkatu 4.
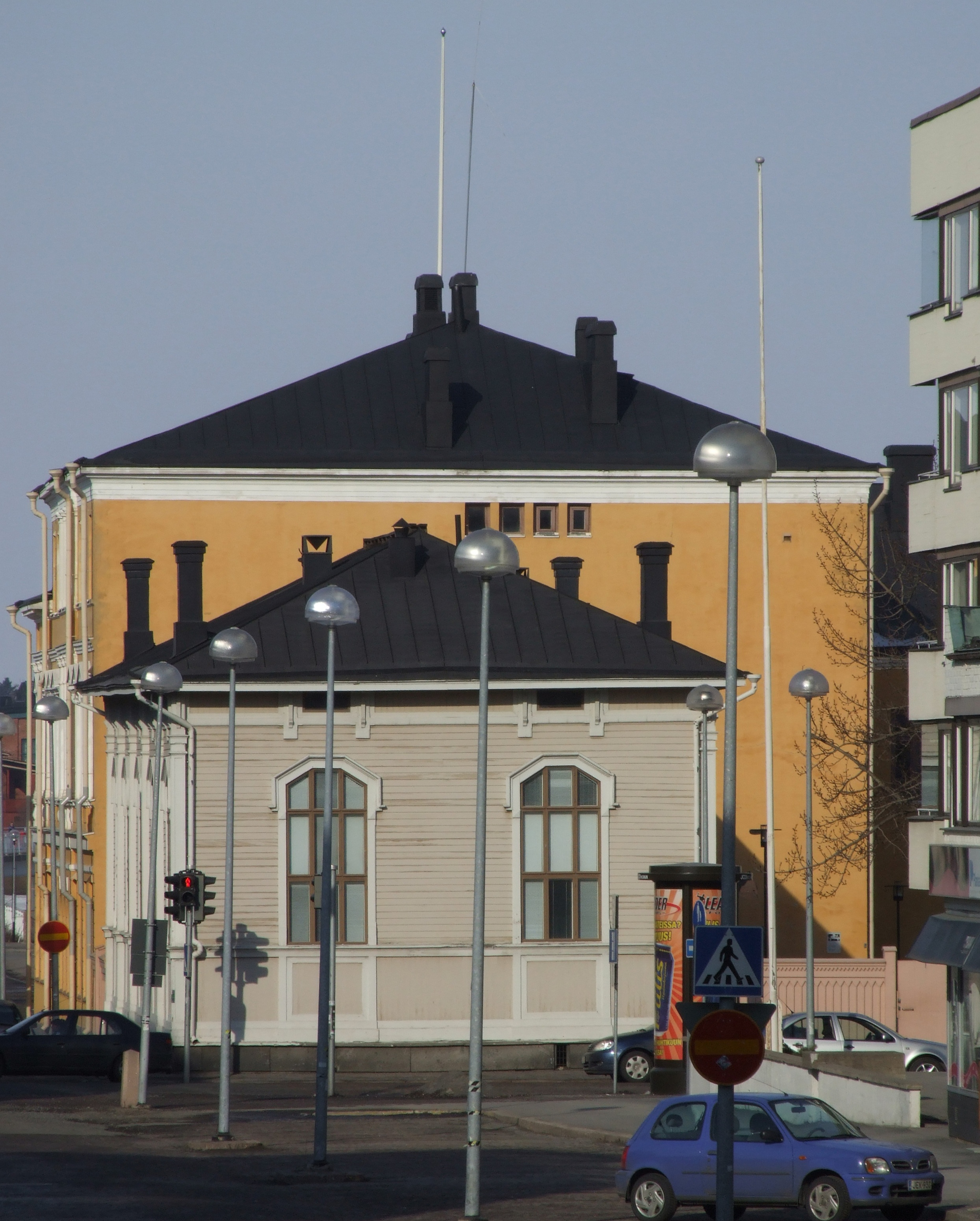
Aleksanterinkatu 6.
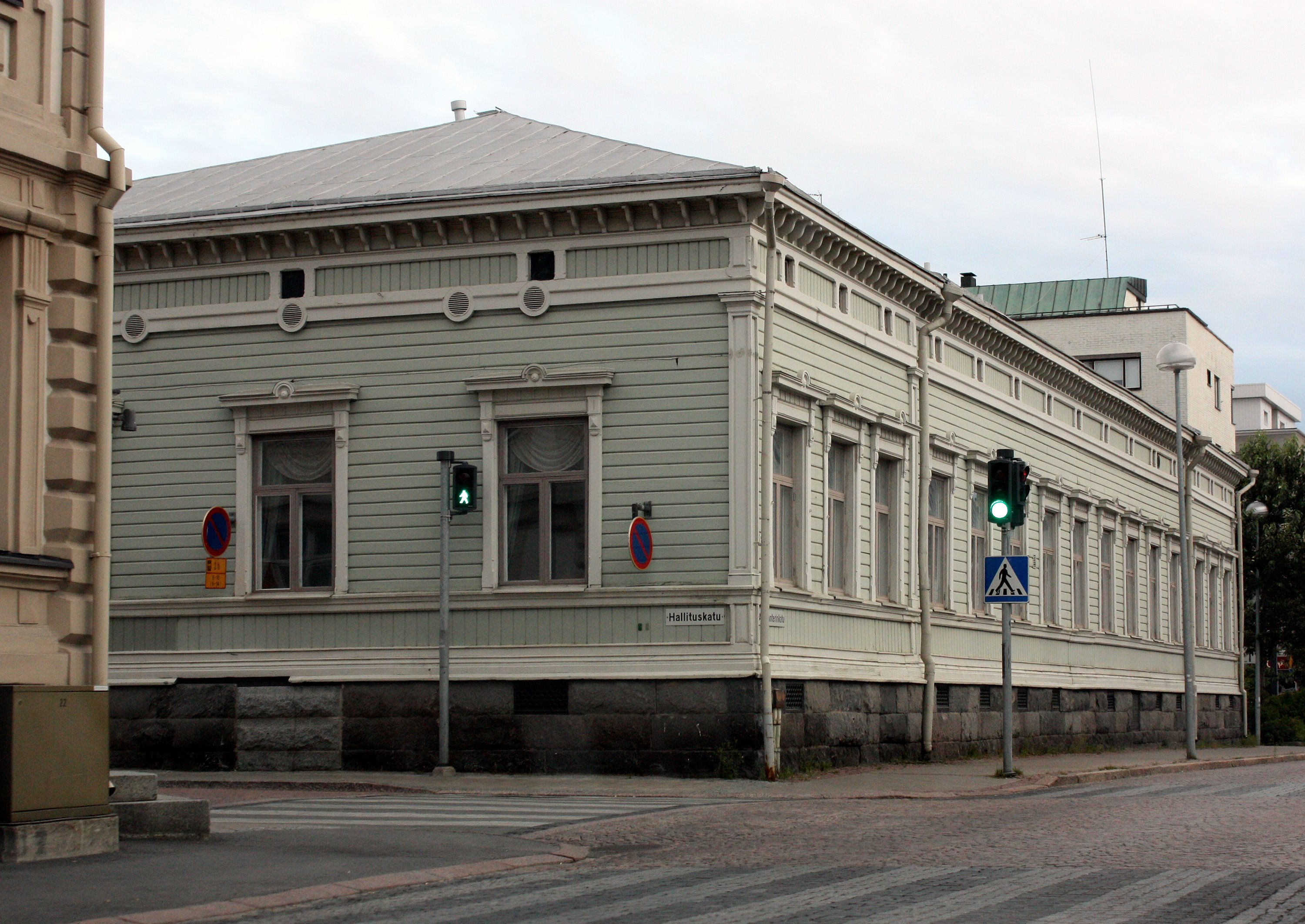
Aleksanterinkatu 9.
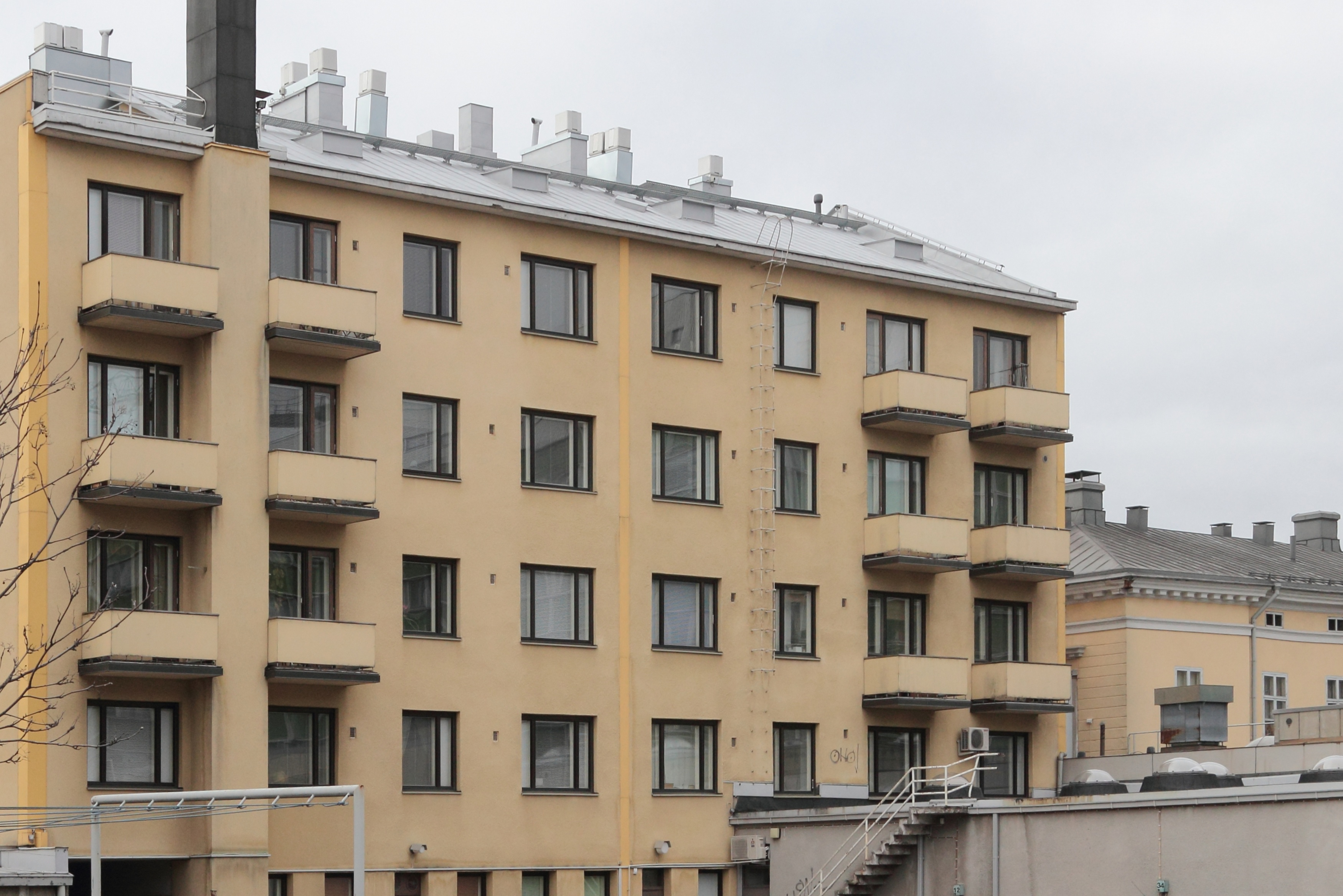
Aleksanterinkatu 21.
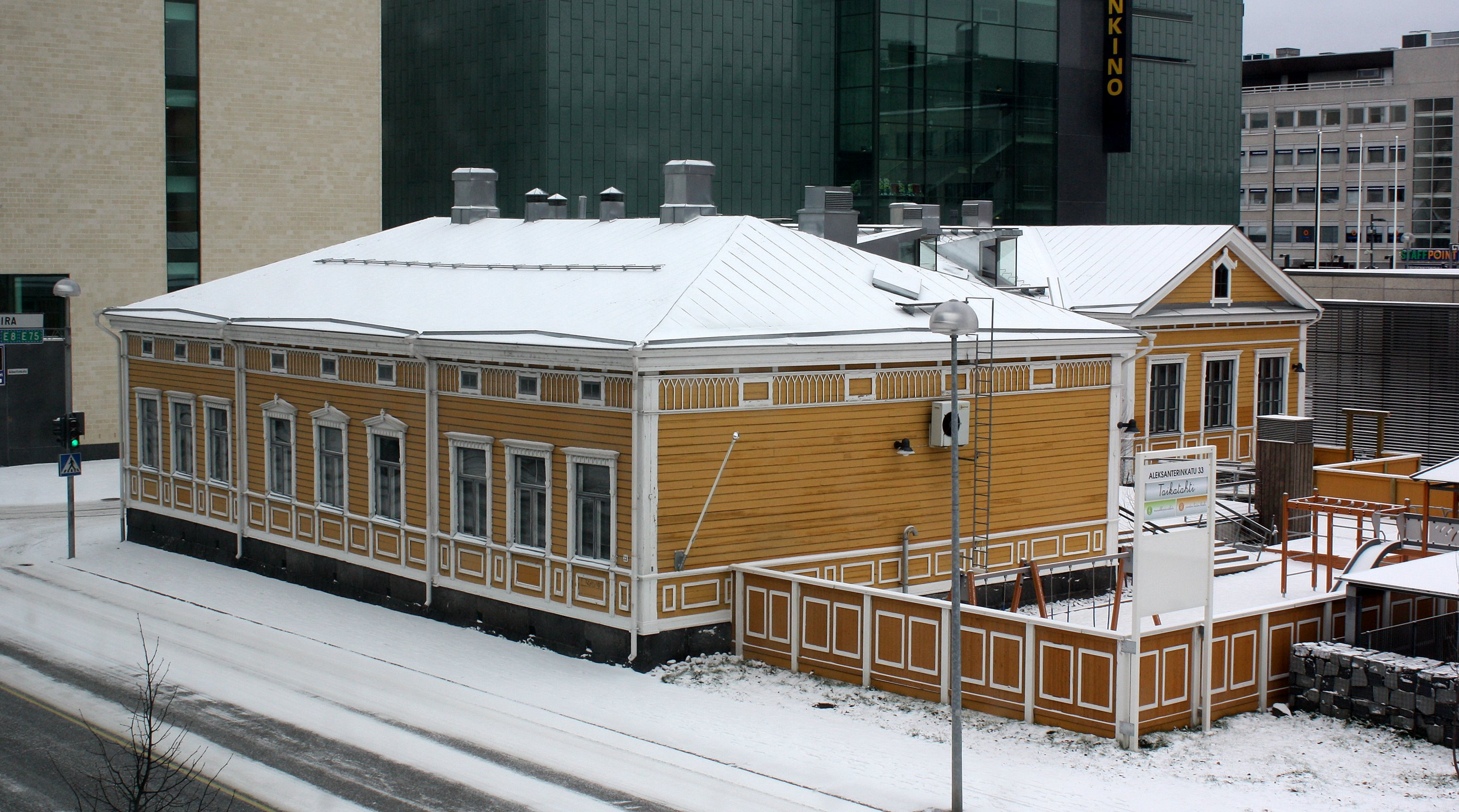
Aleksanterinkatu 33.
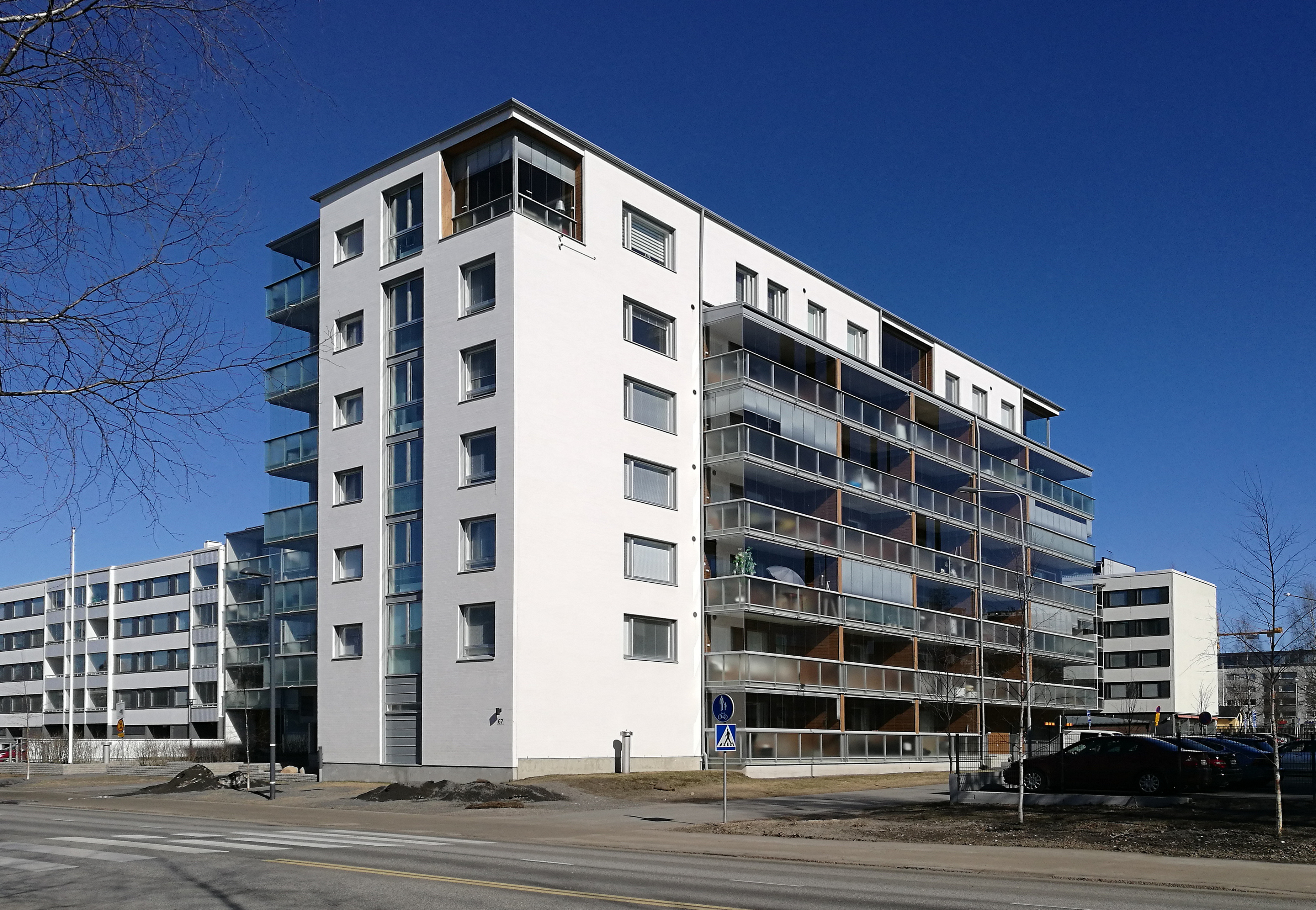
Aleksanterinkatu 67.